# گووده
گووده (به لاتین: Głody) یک روستا در لهستان است که در گمینا پرلیوو واقع شده‌است. گووده ۲۵ نفر جمعیت دارد و ۱۰۹ متر بالاتر از سطح دریا واقع شده‌است.